# Nick Sandow
Nick Sandow (nascut el 3 d'agost de 1966) és un actor, escriptor, productor i director nord-americà, més conegut pel seu paper de Joe Caputo a Orange Is the New Black.

## Primers anys
D'origen italià, Sandow va créixer al barri italià de Van Nest al Bronx. Es va traslladar a Manhattan al voltant dels 19 anys per estudiar interpretació amb William Esper al programa de formació d'actors professionals de dos anys i treballeu al teatre.

## Carrera
Sandow ha treballat àmpliament com a actor convidat de televisió en moltes sèries de televisió com ara Law & Order, Third Watch, NYPD Blue, Boardwalk Empire, i Blue Bloods. El seu paper d'actuació més notable a Orange Is the New Black, com a administrador de la presó Joe Caputo, originalment se suposava que havia estat durant un grapat d'episodis de la primera temporada del programa. En canvi, el seu paper es va ampliar durant la segona temporada, i Sandow es va convertir en un habitual de la sèrie amb l'inici de la tercera temporada.
Va començar la seva carrera com a director al teatre a Off-Off-Broadway. El 2015 va escriure, dirigir i actuar a The Wannabe. La pel·lícula es va estrenar al Festival de Cinema de Tribeca i més tard es va estrenar a sales.

## Filmografia

### Pel·lícula
| Any  | Títol                           | Paper                | Notes                    |
| ---- | ------------------------------- | -------------------- | ------------------------ |
| 1994 | Hand Gun                        | Earl's Man Max       |                          |
| 1996 | The Mouse                       | Shamster #1          |                          |
| 1996 | No Exit                         | Lenny Bentini        |                          |
| 1997 | Arresting Gena                  | Paul                 |                          |
| 1997 | Grind                           | Lenny                |                          |
| 1997 | One Night Stand                 | Mugger               |                          |
| 1998 | A Brooklyn State of Mind        | Vincent Stanco       |                          |
| 1998 | No Looking Back                 | Goldie               |                          |
| 1998 | Come To                         | Johnny               | Curtmetratge             |
| 1998 | Return to Paradise              | Ravitch              |                          |
| 1998 | Living Out Loud                 | Santi's Man          |                          |
| 1999 | On the Run                      | Jack                 |                          |
| 1999 | Uninvited                       | Ed                   |                          |
| 2000 | The Day the Ponies Come Back    | Joey                 |                          |
| 2001 | The Big Heist                   | Henry Hill           | telefilm                 |
| 2001 | Plan B                          | Tommy                |                          |
| 2001 | Dust                            | White Trash          |                          |
| 2001 | New Port South                  | Armstrong            |                          |
| 2002 | Swimfan                         | Detective John Zabel |                          |
| 2004 | Connie and Carla                | Al                   |                          |
| 2005 | The Collection                  | Several characters   |                          |
| 2007 | Resurrecting the Champ          | Marciano             |                          |
| 2007 | The Lovebirds                   | Lenny                |                          |
| 2007 | Mitch Albom's For One More Day  | Sales Manager        | telefilm                 |
| 2008 | The Accidental Husband          | Larry                |                          |
| 2008 | Good Old Days                   | Dave                 | Curtmetratge             |
| 2009 | The Hungry Ghosts               | Gus                  |                          |
| 2009 | Frame of Mind                   | Jimmy                |                          |
| 2011 | The Sitter                      | Officer Frank        |                          |
| 2012 | The Fitzgerald Family Christmas | Corey                |                          |
| 2012 | Two People He Never Saw         | Eddie                | Curtmetratge             |
| 2013 | The Cold Lands                  | Foreman              |                          |
| 2013 | Promised Land                   | Greg                 | Curtmetratge             |
| 2013 | Dead Travis In                  | Travis               | Curtmetratge             |
| 2013 | All Roads Lead                  | Samuel Carter        |                          |
| 2014 | Zarra's Law                     | Sal                  |                          |
| 2015 | Houses                          |                      | Also producer            |
| 2015 | Meadowland                      | Garza                |                          |
| 2015 | The Wannabe                     | Anthony              | Also director and writer |
| 2016 | Full Stop to an Infernal Planet | Lt. McCauley         |                          |
| 2017 | Patti Cake$                     | Ray                  |                          |
| 2018 | Cabaret Maxime                  | Dominic              |                          |
| 2018 | Stella's Last Weekend           | Ron                  |                          |
| 2023 | The Unheard                     | Hank                 |                          |

### Televisió
| Any       | Títol                             | Paper                | Notes |
| --------- | --------------------------------- | -------------------- | --- |
| 1992      | Law & Order                       | Officer Nelson       | Episodi: "Blood Is Thicker..." |
| 1995–1996 | New York Undercover               | Henry / White UNI    | 2 episodis |
| 1996      | Law & Order                       | Pete Pogosian        | Episodi: "Deadbeat" |
| 1996      | Due South                         | Barry Pappas         | Episodi: "Body Language" |
| 1999      | Law & Order                       | Andy Grenada         | Episodi: "Hunters" |
| 2000–2002 | Third Watch                       | Joe Lombardo         | 12 episodis |
| 2003      | NYPD Blue                         | Ray Wilentz          | Episodi: "Frickin' Fracker" |
| 2003      | The Jury                          | Mr. Krause           | Episodi: "Three Boys and a Gun" |
| 2005      | Law & Order: Criminal Intent      | Det. Albert Kirkoff  | Episodi: "Unchained" |
| 2006      | Six Degrees                       | Louie                | Episodi: "Pilot" |
| 2008      | New Amsterdam                     | Frank                | Episodi: "Keep the Change" |
| 2010      | Mercy                             | Scott's Dad          | Episodi: "I Did Kill You, Didn't I?" |
| 2010      | How to Make It in America         | Father Dan           | 3 episodis |
| 2005      | Law & Order: Criminal Intent      | ADA Roydell Getty    | Episodi: "The Mobster Will See You Now" |
| 2006      | Law & Order: Special Victims Unit | Doug Kersten         | Episodi: "Class" |
| 2010–2011 | Blue Bloods                       | Lt. Alex Bello       | 4 episodis |
| 2011      | Nurse Jackie                      | Anthony Donovan      | Episodi: "Have You Met Mrs Jones?" |
| 2011      | CSI: Miami                        | Larry Gramercy       | Episodi: "Crowned" |
| 2011–2012 | Boardwalk Empire                  | Waxey Gordon         | 3 episodis |
| 2012      | Unforgettable                     | William "Bud" Spence | Episodi: "Butterfly Effect" |
| 2013–2019 | Orange Is the New Black           | Joe Caputo           | 80 episodis Dirigí 3 episodis Screen Actors Guild Award for Outstanding Performance by an Ensemble in a Comedy Series (2015–17) Nominat—Screen Actors Guild Award for Outstanding Performance by an Ensemble in a Comedy Series |
| 2015      | Law & Order: Special Victims Unit | Det. Ted McCormack   | Episodi: "Perverted Justice" |
| 2021      | Clarice                           | Murray Clarke        | Paper principal |

### Teatre
- Halfway Home, Theatre at St. Clements, New York, 1999
- Baptism By Fire, Studio Dante, New York City, 2004
- Henry Flamethrow, Studio Dante, New York City, 2005 (Director)[7]